# コリン・ハウク
コリン・ハウク（Colin Houck, 2004年9月30日 - ）は、アメリカ合衆国の野球選手（遊撃手）。右投右打。

## 経歴
パークビュー高等学校では野球と並行してアメリカンフットボールもプレーしていた。3年目のシーズンに打率.412、15本塁打、44打点を記録。フットボールでもクォーターバックとして2,142パス獲得ヤードを記録した。その後、卒業後はミシシッピ州立大学へ進学することを発表した。なお、ジョージア工科大学からはフットボール選手としてオファーを受けていた。
2023年のMLBドラフト1巡目(全体32位)でニューヨーク・メッツから指名された。